# 巴拉贊·古達
巴拉贊·古達（2004年5月31日—）是一名德國職業足球員，司職右翼，現效力英超球會白禮頓。

## 球會生涯
古達在出生地球會FV開始足球生涯，及後在2015年轉投卡尔斯鲁厄的青訓學院。他在2018–19賽季轉投緬恩斯的青訓學院。
2022年11月，古達與緬恩斯簽下他的首份職業合約。他在兩個月後獲正式提升至一隊參與訓練。
2023年1月25日，他在對陣多蒙特的德甲比賽中上演職業生涯地標戰，他在比賽第89分鐘後備入替。同年10月6日，他在作客對陣慕遜加柏的2–2和局中射入職業生涯首個入球。
2024年5月18日，在對陣禾夫斯堡的德甲煞科戰中，古達為先落後的緬恩斯射入追和一球，及後在比賽末段交出一個助攻予射入球隊的第三個入球，協助球隊以3–1反勝對手，確定護級成功。

## 國家隊生涯
古達是阿爾巴尼亞裔德國人，因此他擁有在國際賽事代表阿爾巴尼亞和德國的資格。他曾代表德國各級青年國家隊。
2023年9月，古達首次獲德國U21徵召，他在同月12日對陣科索沃的2025年U21歐洲國家盃外圍賽比賽首次為該梯隊上陣，並在比賽第66分鐘後備上陣後即交出助攻帽子戲法，協助德國以3–0勝出。
2024年5月，他獲徵召參與德國隊在2024年歐洲足球錦標賽前的集訓營。同年6月3日，他在德國對陣烏克蘭的熱身賽中獲列入後備席，但並未上陣。他在兩日後因小腿肌肉受傷而提早離開集訓營。

## 個人生活
古達的父親布亞爾·古達亦是一名職業足球員，他曾效力阿爾巴尼亞球會。

## 生涯統計
最後更新：2024年5月18日
| 效力球會 | 球季     | 聯賽     | 聯賽 | 聯賽 | 國家盃賽 | 國家盃賽 | 其他 | 其他 | 總計 | 總計 |
| 效力球會 | 球季     | 聯賽     | 上陣 | 入球 | 上陣     | 入球     | 上陣 | 入球 | 上陣 | 入球 |
| -------- | -------- | -------- | ---- | ---- | -------- | -------- | ---- | ---- | ---- | ---- |
| 緬恩斯   | 2022–23  | 德甲     | 2    | 0    | 1        | 0        | 0    | 0    | 3    | 0    |
| 緬恩斯   | 2023–24  | 德甲     | 28   | 4    | 1        | 0        | 0    | 0    | 29   | 4    |
| 生涯總計 | 生涯總計 | 生涯總計 | 30   | 4    | 2        | 0        | 0    | 0    | 32   | 4    |

## 榮譽
個人
- U19組別銀獎：2023[19]

## 外部連結
- 巴拉贊·古達在Soccerway.com（英语）
- 巴拉贊·古達在WorldFootball.net（英语）
- 巴拉贊·古達在BDFutbol（英语）
- 巴拉贊·古達在kicker（德语）
- 巴拉贊·古達在German Football Association（英语）
- 巴拉贊·古達在FootballDatabase.eu（英语）
- 巴拉贊·古達在Transfermarkt（英语）
- 緬恩斯官方網站上的球員檔案 （页面存档备份，存于）